# Noi (Eros Ramazzotti)
Noi è il dodicesimo album in studio del cantautore italiano Eros Ramazzotti, pubblicato il 13 novembre 2012 dalla Universal Music Group.

## Descrizione

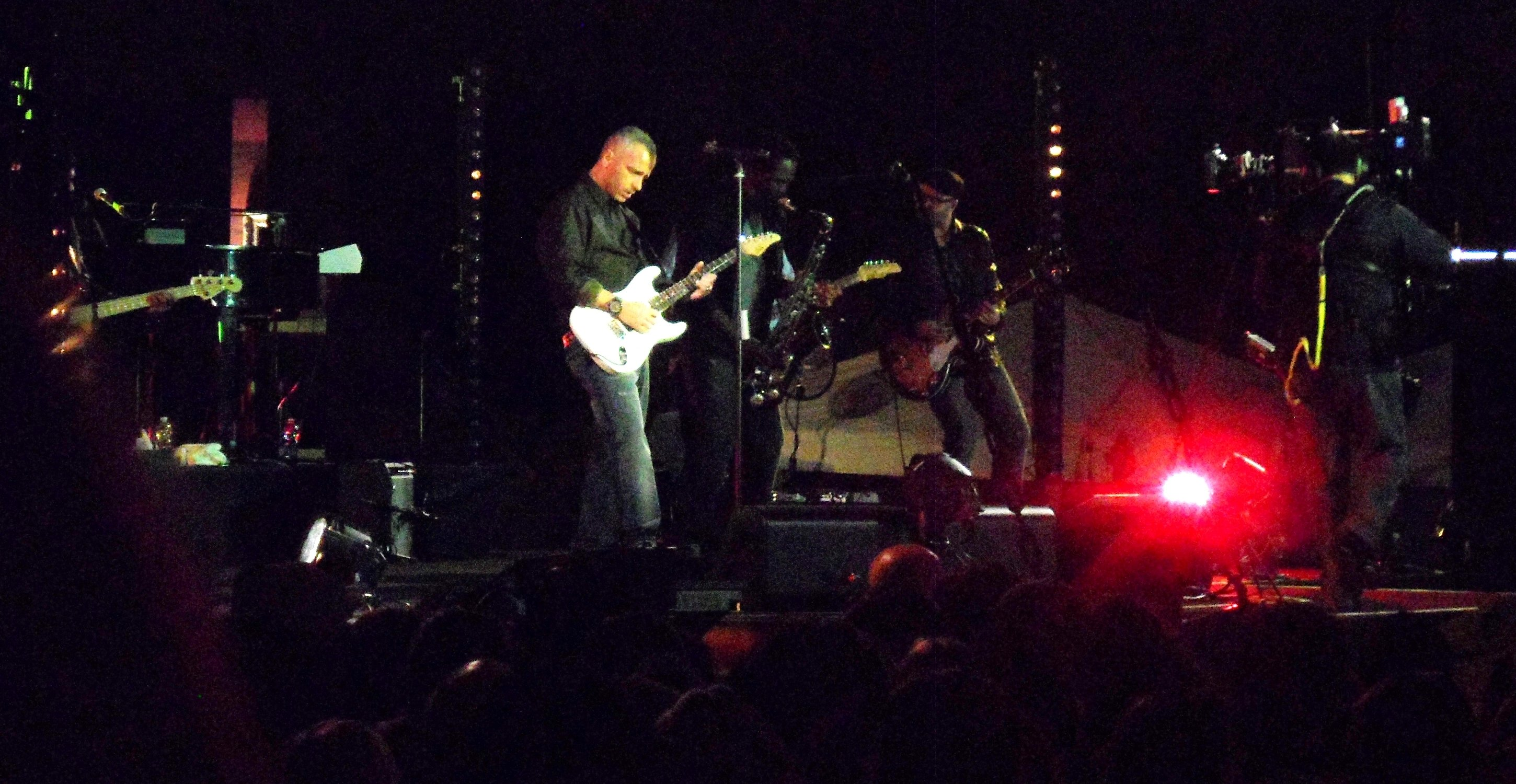
Eros Ramazzotti presenta Noi agli Studios di Cinecittà

Anticipato a ottobre dal singolo Un angelo disteso al sole, Noi esce a distanza di circa tre anni e mezzo dall'ultimo album in studio Ali e radici (2009) ed è il primo album di Ramazzotti senza collaborazioni con il suo coautore Adelio Cogliati, ed anche il suo primo album dopo Dove c'è musica senza il coautore e coproduttore Claudio Guidetti.
Quasi tutte le canzoni dell'album contengono la parola che dà il titolo all'album, eccetto Infinitamente, Sotto lo stesso cielo e Solamente uno. Eros ha dedicato la canzone Una tempesta di stelle a sua figlia Raffaella Maria, avuta con l'attuale compagna Marica Pellegrinelli. Nei primi secondi del brano è presente una registrazione vocale della voce della bambina.
L'album dopo aver raggiunto la prima posizione nella classifica italiana il 29 novembre 2012, al 20 febbraio 2014 permane per 107 settimane nella Top 20 e rimanendo in classifica in Vallonia per 66 settimane, nelle Fiandre 37, in Svizzera 29, in Francia 20, nei Paesi Bassi 19, in Austria 17 ed in Germania 14 vendendo oltre 700 000 copie nel mondo.
Nel 2013 l'album viene riproposto con il titolo Noi due con l'aggiunta di un inedito dal titolo Io prima di te e di un dvd live a Cinecittà.

## Tracce

### Edizione in italiano
Tutti i brani sono di Eros Ramazzotti, Luca Chiaravalli, Saverio Grandi, eccetto dove indicato.
Il disco è costituito da 14 tracce:
1. Noi – 3:52
2. Un angelo disteso al sole – 3:24
3. Questa nostra stagione – 3:37
4. Io sono te (feat. Giancarlo Giannini) – 3:32 (Eros Ramazzotti, Luca Chiaravalli, Lara Pagin, Andrea Bonomo, Saverio Grandi)
5. Fino all'estasi (feat. Nicole Scherzinger) – 3:45 (Eros Ramazzotti, Luca Chiaravalli, Anthony Preston, Carlo Rizoli, Saverio Grandi)
6. Abbracciami – 3:16
7. Balla solo la tua musica – 3:50
8. Infinitamente – 3:47 (Eros Ramazzotti, Luca Chiaravalli, Andrea Bonomo, Saverio Grandi)
9. Polaroid – 3:33
10. Sotto lo stesso cielo – 3:40 (Eros Ramazzotti, Luca Chiaravalli, Saverio Grandi, Andrea Bonomo)
11. Una tempesta di stelle – 3:51
12. Testa o cuore (feat. Club Dogo) – 4:05 (Eros Ramazzotti, Luca Chiaravalli, Saverio Grandi, Andrea Bonomo, Cosimo Fini, Francesco Vigorelli)
13. Così (feat. Il Volo) – 4:17 (Eros Ramazzotti, Luca Chiaravalli)
14. Solamente uno (feat. Hooverphonic) – 3:06 (Eros Ramazzotti, Luca Chiaravalli, Andrea Bonomo, Alex Callier)

Durata totale: 51:35

### Edizione in spagnolo
Il disco è costituito dalle stesse 14 tracce
1. Ahora somos – 3:53 (Eros Ramazzotti, Luca Chiaravalli, Saverio Grandi, Mila Ortiz Martin)
2. Un ángel como el sol tú eres – 3:24 (Eros Ramazzotti, Luca Chiaravalli, Saverio Grandi, Mila Ortiz Martin)
3. Este tiempo tan nuestro – 3:37 (Eros Ramazzotti, Luca Chiaravalli, Saverio Grandi, Mila Ortiz Martin)
4. Yo soy tú (feat. Andy García) – 3:32 (Eros Ramazzotti, Luca Chiaravalli, Lara Pagin, Andrea Bonomo, Saverio Grandi, Mila Ortiz Martin)
5. Hasta el éxtasis (feat. Nicole Scherzinger) – 3:45 (Eros Ramazzotti, Luca Chiaravalli, Anthony Preston, Carlo Rizoli, Saverio Grandi, Mila Ortiz Martin)
6. Abrázame – 3:16 (Eros Ramazzotti, Luca Chiaravalli, Saverio Grandi, Mila Ortiz Martin)
7. Baila solo con tu música – 3:50 (Eros Ramazzotti, Luca Chiaravalli, Saverio Grandi, Mila Ortiz Martin)
8. Amigo mío – 3:47 (Eros Ramazzotti, Luca Chiaravalli, Andrea Bonomo, Saverio Grandi, Mila Ortiz Martin)
9. Dos minutos – 3:33 (Eros Ramazzotti, Luca Chiaravalli, Saverio Grandi, Mila Ortiz Martin)
10. Bajo el mismo cielo – 3:40 (Eros Ramazzotti, Luca Chiaravalli, Saverio Grandi, Andrea Bonomo, Mila Ortiz Martin)
11. Una tormenta de estrellas – 3:51 (Eros Ramazzotti, Luca Chiaravalli, Saverio Grandi, Mila Ortiz Martin)
12. Testa o cuore (feat. Club Dogo) – 4:05 (Eros Ramazzotti, Luca Chiaravalli, Saverio Grandi, Andrea Bonomo, Cosimo Fini, Francesco Vigorelli)
13. Así (feat. Il Volo) – 4:17 (Eros Ramazzotti, Luca Chiaravalli, Mila Ortiz Martin)
14. Uno más (feat. Hooverphonic) – 3:06 (Eros Ramazzotti, Luca Chiaravalli, Andrea Bonomo, Alex Callier, Mila Ortiz Martin)

## Formazione
- Eros Ramazzotti - voce e cori, chitarra acustica ed elettrica, pianoforte e tastiere
- Tim Pierce, Giorgio Secco, Biagio Sturiale - chitarra acustica ed elettrica
- Luca Chiaravalli - chitarra acustica ed elettrica, cori, pianoforte e tastiere, archi
- Saverio Grandi - chitarra acustica, cori, pianoforte, archi
- Reggie Hamilton, Paolo Costa - basso
- Marco Barusso - basso e chitarra elettrica
- Alex Callier - basso e chitarra elettrica, cori in Solamente uno
- Gary Novak, Josh Freese, Lele Melotti - batteria
- Luca Scarpa - pianoforte, tastiere, organo Hammond, Fender Rhodes, wurlitzer e sintetizzatore
- Serafino Tedesi - violino
- Massino Zanotti - trombone e tromba
- Dario Cecchini - sassofono baritono e flauto traverso
- Gabriele Bolognesi - sassofono tenore e sax alto
- Renato Di Bonito, Gianluigi Fazio, Roberta Granà, William Moretti, Lara Pagin, Claudio Placanica, Cristina Valenti - cori

## Classifiche

### Classifiche settimanali
| Classifica (2012)              | Posizione |
| ------------------------------ | --------- |
| Austria                        | 2         |
| Belgio (Fiandre)               | 3         |
| Belgio (Vallonia)              | 3         |
| Croazia                        | 3         |
| Danimarca                      | 27        |
| Francia                        | 22        |
| Germania                       | 7         |
| Grecia                         | 12        |
| Italia                         | 1         |
| Messico                        | 33        |
| Paesi Bassi                    | 14        |
| Repubblica Ceca                | 12        |
| Spagna                         | 6         |
| Stati Uniti (Latin Pop Albums) | 12        |
| Stati Uniti (Top Latin Albums) | 40        |
| Svezia                         | 9         |
| Svizzera                       | 2         |
| Ungheria                       | 9         |

### Classifiche di fine anno
| Classifica (2012) | Posizione |
| ----------------- | --------- |
| Austria           | 65        |
| Belgio (Vallonia) | 25        |
| Italia            | 3         |
| Spagna            | 42        |
| Svizzera          | 29        |
| Classifica (2013) | Posizione |
| Italia            | 12        |
| Svizzera          | 24        |
| Classifica (2014) | Posizione |
| Italia            | 63        |